# Luis Pérez Aquino
Luis Pérez Aquino es un pianista y funcionario uruguayo. Especializado en música clásica y fue director del Conservatorio Departamental de Música de Canalones en Uruguay. 

## Ámbito profesional
Estudió piano con Santiago Baranda Reyes y Raquel Boldorini en Uruguay.
Entre los años 1981 y 1986 fue ganador de la primera categoría (A) de Juventudes Musicales (JJMM) del Uruguay y por tres años consecutivos de la beca de estudios de la Asociación de Estudiantes de Música.
En 1983 ganó el primer premio en el concurso de piano Hugo Balzo, y fue becado por la Universidad de Música de Brasilia para participar en el IX curso internacional de verano de dicha ciudad, donde estudió con el pianista austríaco Markaerd Glantschnig y estudió clave con el maestro brasileño Felipe Silvestre.
En 1987 fue becado por la Funarte Brasil, para participar del curso de verano del Teresópolis, Río de Janeiro.
En 1988 fue becado por el Festival y Academia Internacional de Música de San Pablo (Brasil), donde asistió a clases magistrales y ofrece recitales. Ganó el primer premio del concurso nacional de piano Federico Chopin, obteniendo una beca por el gobierno de Polonia que le permitió estudiar en la Academia de Música de Katowice en Polonia, donde trabaja durante dos años con el profesor J. Stompel y de donde egresa con honores.
En 1991 fue considerado por la crítica especializada como la revelación musical del año.
En 1993 fue ganador del primer premio del concurso Cluzeau-Mortet de música de cámara.
Entre 1995 y 1998 obtuvo de la Arts Academy di Roma conjuntamente con el Instituto Italo Latinoamericano de Roma, la Comisión Génova 92 del Uruguay, el ministerio de relaciones exteriores de Italia y del ministerio de educación y cultura del Uruguay una beca de estudio para frecuentar el Corso Triennale di Alto Perfezionamiento de la Arts Academy de Roma, Italia, bajo la guía del maestro Fausto di Cesare, de donde egresó con las más altas calificaciones.
Asistió a cursos con prestigiosos maestros como C. Cebro, E.Graf, Gencarelli, B. Canino, O. Yablonskaya, M. Campanella, D. de Luca, entre otros.
En 1998 proyectó y desarrolló el Conservatorio Departamental de Música del Gobierno de Canelones (IMC).
Entre 2003 y 2009 integró la comisión administradora del Fondo Nacional de Música (FONAM)
En 2009 ganó el Premio Morosoli por su trayectoria musical.
En 2010 recibió el premio Virgen del Pintado como reconocimiento a su actividad artística.
Actualmente es director del Conservatorio Departamental de Música de la Intendencia de Canelones en Uruguay y desarrolla una intensa actividad concertística y pedagógica presentándose frecuentemente como recitalista, solista con orquesta o integrando diferentes formaciones camerísticas en prestigiosas salas de concierto de Sudamérica y Europa, obteniendo excelentes opiniones de la crítica internacional.